# Hilal Altınbilek
Hilal Altınbilek née le 11 février 1991 à Izmir, est une actrice et mannequin turque.

## Biographie
Hilal Altınbilek est née le 11 février 1991 à Izmir (Turquie),, d'une mère d'origine croate et d'un père d'origine kosovare, Özdemir Altınbilek,,. Elle s'intéresse au théâtre et à la comédie depuis l'école primaire,,.

## Carrière
Hilal Altınbilek, alors qu'il fréquentait l'école primaire, a commencé à jouer au théâtre,, avec des cours donnés par Ali Haydar Elçığ à l'ensemble de théâtre contemporain d'Izmir,,. Après le lycée, elle s'est inscrite à la faculté d'administration des affaires de l'Université de l'Égée,, où quelques années plus tard, elle a obtenu son diplôme et en même temps, elle a suivi divers cours et ateliers de théâtre, participant également à des spectacles,. Elle a ensuite participé à un concours de beauté,, où elle a réussi à obtenir un diplôme en attirant l'attention de divers producteurs,. En 2009 et 2010, il a étudié le théâtre au Müjdat Gezen Art Center (MSM) Actor Studio à Istanbul,,.
En 2011, elle fait sa première apparition en tant qu'actrice avec le rôle d'İrem dans la série quotidienne Fox Derin Sular,,. De 2013 à 2016, elle a joué le rôle d'Özlem Şamverdi dans la série Karagül (tr),. En 2016, il interprète le rôle de Nil dans la série Hayatımın Aşkı (tr),.
En 2018, il a joué le rôle de Yeşim dans le film Çocuklar Sana Emanet réalisé par Çağan Irmak,,. De 2018 à 2022, elle a joué le rôle de Züleyha Altun Yaman dans la série Atv Bir Zamanlar Çukurova (tr),, et où elle a joué aux côtés d'acteurs tels que Uğur Güneş, Murat Ünalmış, Vahide Perçin et Furkan Palalı,.
En 2023 elle joue le rôle du protagoniste Şebnem Gümüşçü dans la série Fox Şahane Hayatım (tr), avec les acteurs Onur Tuna,, Yiğit Özşener, Serkan Keskin, Nesrin Cavadzade, Sumru Yavrucuk, Gökçe Eyüboğlu e Timur Acar,.

## Filmographie

### Cinéma
- 2018 : Çocuklar Sana Emanet de Çağan Irmak

### Télévision

#### Séries télévisées
- 2011 : Derin Sular : İrem (116 épisodes)
- 2013 - 2016 : Karagül (tr) : Özlem Şamverdi (125 épisodes)
- 2016 : Hayatımın Aşkı (tr) : Nil (17 épisodes)
- 2018 - 2022 : Bir Zamanlar Çukurova (tr) : Nil (141 épisodes)
- 2023 - : Şahane Hayatım (tr) : Şebnem Gümüşçü

## Remerciements
- Ayakli Gazete TV Stars Awards
  - 2021 : Nommée pour la Meilleure actrice pour la série Bir Zamanlar Çukurova (tr)[46]

- International İzmit Film Festival
  - 2020 : Nommée pour la Meilleure actrice pour la série Bir Zamanlar Çukurova (tr)[47]

- Golden Palm Awards
  - 2019 : Nommée pour la Meilleure actrice dans une série télévisée pour la série Bir Zamanlar Çukurova (tr)[47]

- Pantene Golden Butterfly Awards
  - 2019 : Nommée pour la Meilleure actrice pour la série Bir Zamanlar Çukurova (tr)[47]

- Nations Award Taormina - Thinking Green
  - 2023 : Gagnante pour la Meilleure actrice pour la série Bir Zamanlar Çukurova (tr) avec Kerem Alışık[48],[49],[50]

- Turkey Youth Awards
  - 2020 : Nommée pour la Meilleure actrice dans une série télévisée pour la série Bir Zamanlar Çukurova (tr)[47]